# Jürgen Künzel
Jürgen Künzel (* 10. November 1974) ist ein deutscher Supermotorennfahrer.
Jürgen Künzel, deutscher Rekordmeister, fährt 2008 und 2009 im eigenen Künzel Racing Team unter der Flagge von Zupin Motorsport auf einer Husqvarna TC 450 Supermoto in der deutschen Meisterschaft S1 und in der Österreichischen Staatsmeisterschaft.	

## Karriere
- 1984: Einstieg in den Moto-Cross Sport
- 1985: Deutscher Meister im Monkey-Cross
- 1990: Deutscher Jugend Moto-Cross Meister
- 1993: 4. Platz Deutscher Junioren Moto-Cross Pokal
- 1994: 15. Platz Moto-Cross Deutsche Meisterschaft
- 1998: 4. Platz Deutsche Meisterschaft Super Moto
- 1999: 4. Platz Deutsche Meisterschaft Super Moto
- 2000:
  - 4. Platz Deutsche Meisterschaft Super Moto
  - 4. Platz Französische Meisterschaft Super Moto
  - 2. Platz Europameisterschaft Super Moto
- 2001:
  - 3. Platz Deutsche Meisterschaft Super Moto
  - 4. Platz Europameisterschaft Super Moto
- 2002: Deutscher Meister Super Moto
- 2003:
  - Deutscher Meister Super Moto
  - 3. Platz Weltmeisterschaft Super Moto
- 2004:
  - Deutscher Meister Supermoto 450
  - Vize-Meister Supermoto Prestige
  - Vize AMA Supermoto 450
  - 4. Platz AMA Supermoto Unlimited
- 2005:
  - Deutscher Meister Supermoto Prestige Open
  - Deutscher Meister Supermoto Prestige 450
  - Amerikanischer Meister Supermoto
- 2006:
  - 5. Platz Amerikanische Meisterschaft Supermoto
  - 9. Platz Deutsche Meisterschaft Prestige 450
  - 17. Platz Deutsche Meisterschaft Open (Nur an einer Veranstaltung teilgenommen)
- 2007:
  - Österreichischer Staatsmeister Klasse S1
  - 6. Platz Deutsche Meisterschaft Klasse S1
- 2008:
  - Deutscher Meister Supermoto S1
  - Österreichischer Vizemeister Supermoto S1
- 2009:
  - Deutscher Vizemeister Supermoto S1
  - Österreichischer Vizemeister Supermoto S1
- 2010:
  - Deutscher Vizemeister Supermoto S1